# Servières
Pour les articles homonymes, voir Servières (homonymie).
Servières est une ancienne commune française, située dans le département de la Lozère en région Occitanie. Depuis le 1er janvier 2019, elle est une commune déléguée de Monts-de-Randon.
Ses habitants sont appelés les Serviérais.

## Géographie
Commune située dans le Massif central sur le Coulagnet.

### Communes limitrophes
| Lachamp-Ribennes |           | Rieutort-de-Randon (Monts-de-Randon) |
|                  | Servières |                                      |
| Gabrias          | Barjac    | Mende                                |

## Histoire
Le 1er janvier 2019, la commune fusionne avec Estables, Rieutort-de-Randon, Saint-Amans et La Villedieu pour former la commune nouvelle de Monts-de-Randon dont la création est actée par un arrêté préfectoral du 28 novembre 2018.

## Politique et administration
| Période      | Période  | Identité           | Étiquette | Qualité |
| ------------ | -------- | ------------------ | --------- | ------- |
| janvier 2019 | En cours | Alexandre Recoulin |           |         |

| Période | Période       | Identité           | Étiquette | Qualité |
| ------- | ------------- | ------------------ | --------- | ------- |
| 1973    | 2014          | Marcel Recoulin    |           |         |
| 2014    | décembre 2018 | Alexandre Recoulin |           |         |

## Démographie
L'évolution du nombre d'habitants est connue à travers les recensements de la population effectués dans la commune depuis 1793. Pour les communes de moins de 10 000 habitants, une enquête de recensement portant sur toute la population est réalisée tous les cinq ans, les populations de référence des années intermédiaires étant quant à elles estimées par interpolation ou extrapolation. Pour la commune, le premier recensement exhaustif entrant dans le cadre du nouveau dispositif a été réalisé en 2004.

En 2016, la commune comptait 184 habitants, en évolution de +1,1 % par rapport à 2010 (Lozère : +0,11 %, France hors Mayotte : +2,11 %).
| 1793 | 1800 | 1806 | 1821 | 1831 | 1836 | 1841 | 1846 | 1851 |
| ---- | ---- | ---- | ---- | ---- | ---- | ---- | ---- | ---- |
| 700  | 544  | 542  | 491  | 504  | 463  | 501  | 534  | 505  |

| 1856 | 1861 | 1866 | 1872 | 1876 | 1881 | 1886 | 1891 | 1896 |
| ---- | ---- | ---- | ---- | ---- | ---- | ---- | ---- | ---- |
| 486  | 476  | 446  | 573  | 550  | 525  | 518  | 511  | 556  |

| 1901 | 1906 | 1911 | 1921 | 1926 | 1931 | 1936 | 1946 | 1954 |
| ---- | ---- | ---- | ---- | ---- | ---- | ---- | ---- | ---- |
| 547  | 517  | 515  | 475  | 431  | 399  | 342  | 276  | 222  |

| 1962 | 1968 | 1975 | 1982 | 1990 | 1999 | 2004 | 2006 | 2009 |
| ---- | ---- | ---- | ---- | ---- | ---- | ---- | ---- | ---- |
| 177  | 152  | 123  | 124  | 114  | 152  | 169  | 171  | 182  |

| 2014 | 2016 | - | - | - | - | - | - | - |
| ---- | ---- | - | - | - | - | - | - | - |
| 182  | 184  | - | - | - | - | - | - | - |

## Culture locale et patrimoine

### Lieux et monuments
- Château de la Grange.

### Personnalités liées à la commune
- Auguste Vidal Urbain chevalier de Borrel baron de la Grange, colonel de la Garde nationale, chevalier de Saint-Louis célèbre contre révolutionnaire mort empoisonné sur ordre de Bonaparte.
- Jean Fromental Cayroche (1895-1978), (en religion frère Juanito), frère des Écoles chrétiennes au Mexique, fondateur de la congrégation des sœurs guadaloupaines De La Salle.